# ECI-centrale
De ECI-centrale is een waterkrachtcentrale te Roermond (stad) op de Roer. Al langer bestond er een molenrecht op deze plaats en er werd met een ouderwets houten waterrad en een kleine turbine elektriciteit opgewekt. De oorspronkelijke centrale werd in 1918 onder leiding van ir. D J Klink gebouwd voor NV Het Steel en omvatte twee Francis-turbines fabricaat J M Voith. In 1926 werden gebouwen en elektriciteitscentrale overgenomen door de Elektro Chemische Industrie (ECI). De centrale is uitgerust met een Francisturbine.
In de oorlogsjaren leverde de centrale een bescheiden hoeveelheid elektriciteit aan de stad Roermond. Hieraan kwam een eind toen het turbinegebouw in 1945 door Duitse troepen werd opgeblazen. Na het herstel leverde de centrale weer elektriciteit ten behoeve van de ECI, totdat dit bedrijf in 1974 door eigenaar Akzo Nobel werd gesloten. Sinds 2000 wordt er op bescheiden schaal groene stroom opgewekt.
In 2008 zijn er bij de ECI-centrale vistrappen aangelegd, voor vissoorten die tegen de stroom inzwemmen naar hun broedgebied. Daardoor zijn bepaalde vissoorten weer naar de bovenloop van de rivier teruggekeerd.
De ECI-centrale is uitsluitend tijdens speciale gelegenheden te bezichtigen.

## Foto's

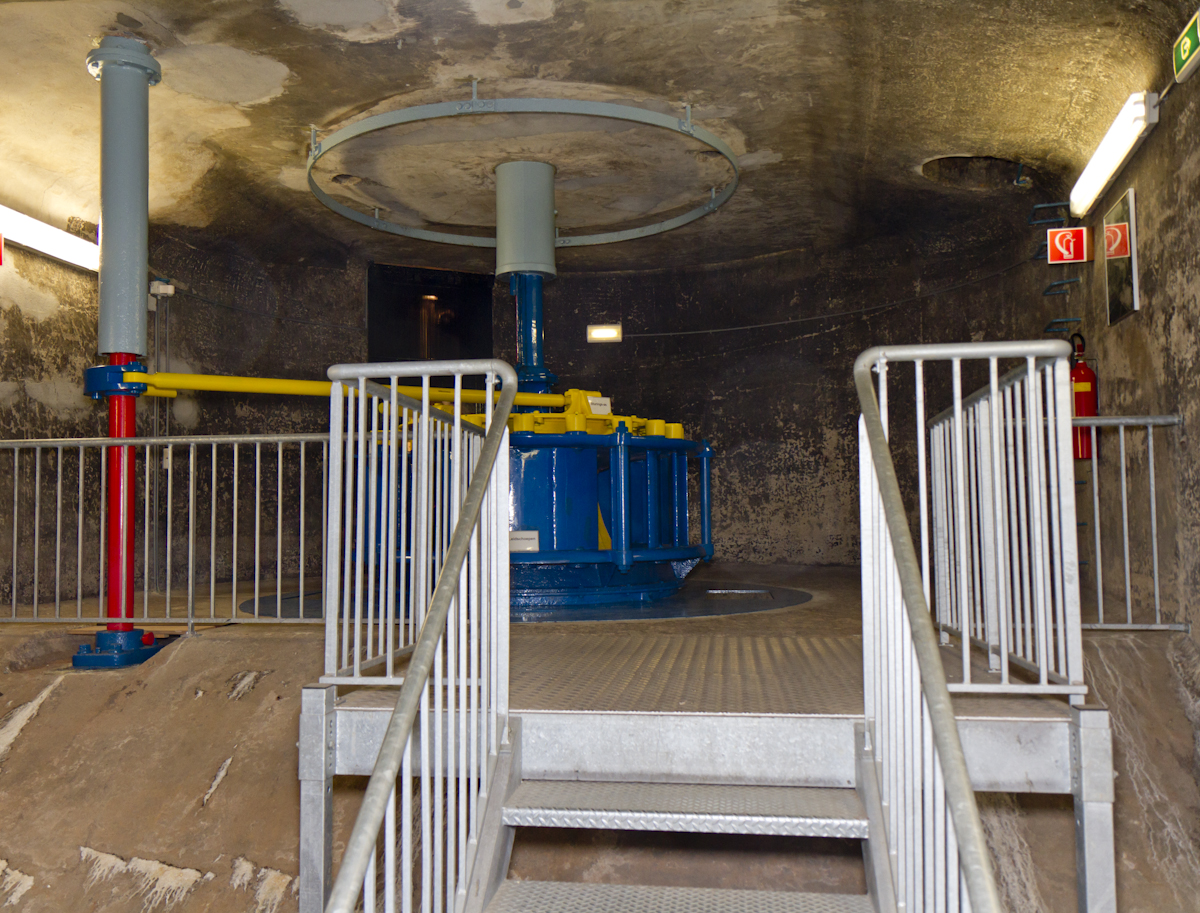
de kern van de vroegere Francisturbine
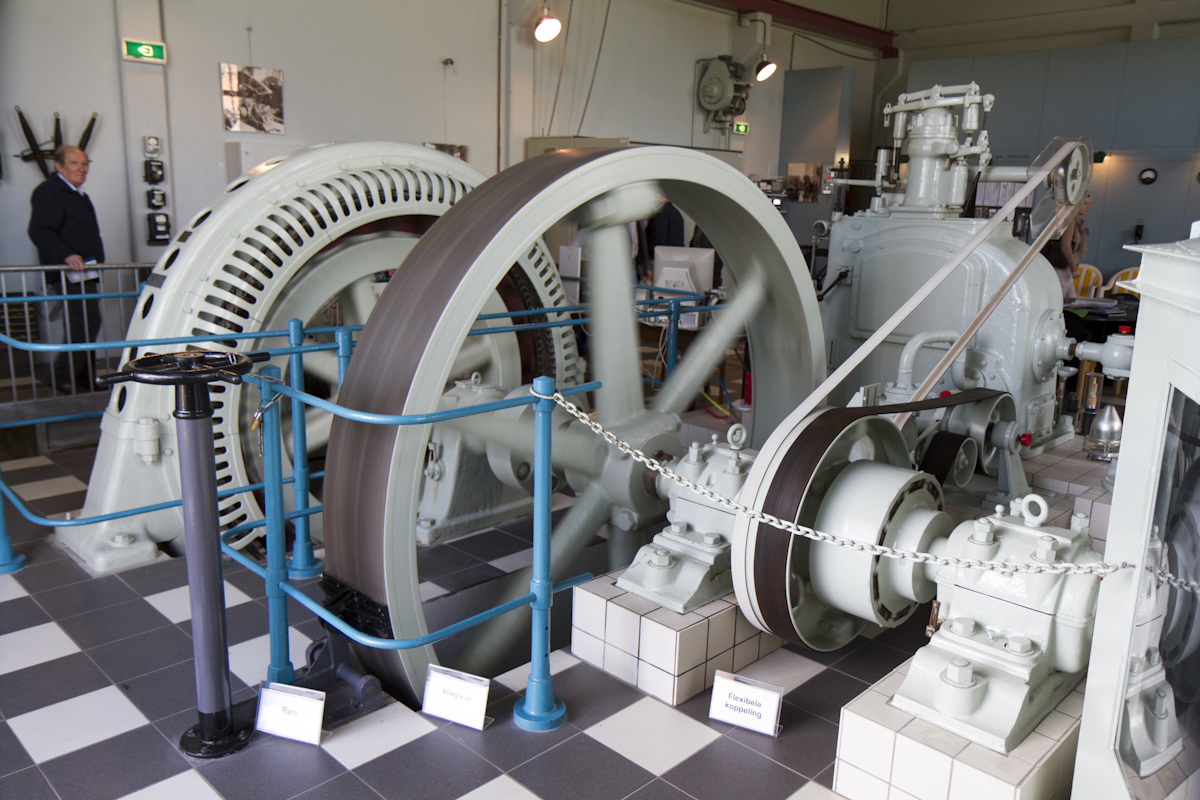
Overbrenging naar de generator, met vliegwiel en rem
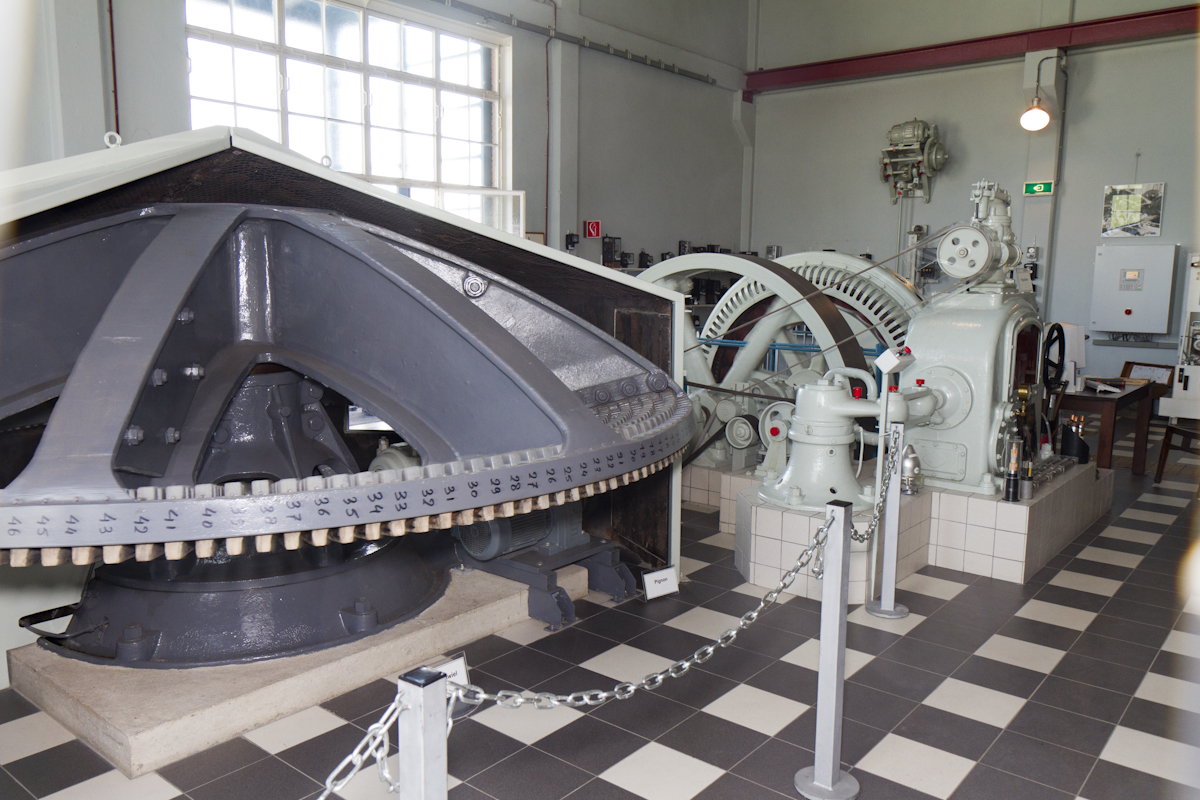
Overbrenging vanaf de turbine